# La Nuit de la poésie 27 mars 1970
Pour plus de détails, voir Fiche technique et Distribution.
La Nuit de la poésie 27 mars 1970 est une soirée organisée au Gesù de Montréal dans la nuit du 27 mars 1970. Rassemblant plus de 4 000 personnes venues entendre une cinquantaine d'artistes de diverses générations, cet événement phare de l'histoire de la littérature québécoise est considéré comme l'une des plus grandes célébrations de la parole à avoir eu lieu au Québec.
La Nuit de la poésie a été immortalisée par Jean-Claude Labrecque et Jean-Pierre Masse dans un film produit pour l'Office national du film sorti en 1971.

## Contexte
En 1967, le poète Claude Haeffely organise une « semaine de la poésie » à la Bibliothèque nationale du Québec à Montréal. Couronné de succès, l'événement finit par inspirer une série de récitals de poésie à Montréal, puis à Québec, notamment au Festival d'été et au Carnaval de Québec.
Le 4 mars 1968, une soirée avait été organisée par Pauline Julien et Georges Dor à la Bibliothèque nationale autour du thème « Poèmes et chansons de la résistance », en soutien aux felquistes emprisonnés Charles Gagnon et Pierre Vallières. Inspirés par la vigueur de la poésie québécoise lors de cette soirée, les cinéastes Jean-Claude Labrecque et Jean-Pierre Masse se mettent en tête de reproduire l'événement à une plus grande échelle et devant les caméras. Disposant d'un certain montant offert par l'Office national du film, les deux cinéastes et Claude Haeffely décident ainsi de réaliser le film en mars 1970. Travaillant en collaboration avec la Bibliothèque nationale et l'ONF, ils confient le recrutement des participants aux poètes Gérald Godin , Raôul Duguay et Gaston Miron.
Cette nuit de la poésie survient dans un contexte social particulièrement chargé. Le Québec est alors en pleine crise de chômage (on compte 600 000 chômeurs, dont 42 % sont des jeunes de 14 à 25 ans). Très répandue chez les étudiants et les jeunes adultes, la contre-culture donne une voix à des gens épris de liberté, rejetant le mode de vie de leurs parents et les traditions de leurs aînés. Des mouvements de contestation prennent forme un peu partout, en milieu scolaire (grève des cégeps à l'automne 1968, Opération McGill français en mars 1969), chez les ouvriers (plusieurs grèves, notamment celle dans le milieu du taxi à Montréal à l'automne 1969) et à l'échelle nationale (gestes d'éclat du Front de libération du Québec, manifestations contre le « bill 63 » également à l'automne 1969).
Devenu impopulaire, le premier ministre Jean-Jacques Bertrand avait déclenché des élections au début de mars 1970, menant à l'entrée en scène du Parti québécois nouvellement fondé, dirigé par René Lévesque, et plaçant la langue française, l'essor de la culture et l'avenir politique du Québec au cœur des débats. C'est donc dans ce contexte que des milliers de Québécois se réunissent dans un grand rassemblement lyrique pour célébrer l'art et la beauté de la parole.

## Déroulement
L'événement se déroule dans la nuit du vendredi 27 mars au samedi 28 mars 1970, entre 20 h 30 et 7 h. Les 800 places de la salle du Gesù se remplissent rapidement. Annoncé dans les journaux dans les jours et les semaines précédentes, l'événement attire une foule beaucoup plus importante que prévu par les organisateurs - 4 000 personnes -, forçant le service d'ordre à fermer la salle,.
Un deuxième groupe de spectateurs se forme dans le hall d'entrée et dans la cafétéria adjacentes à la salle, où des écrans de télévision installés en circuit fermé diffusent le spectacle. Une murale est alors réalisée par des artistes venus sur place, tandis que d'autres poètes y vendent des plaquettes de leurs créations. À l'extérieur, des écrans sont aussi installés pour permettre aux gens n'ayant pu entrer de suivre le spectacle. Toutefois, l'enthousiasme du public vient à bout du service d'ordre. À deux reprises, des spectateurs réussissent à forcer l'entrée et à se faufiler à l'intérieur de la salle. La foule s'étendra également sur la rue Bleury, formant une longue queue jusqu'à la rue Sainte-Catherine.
L'événement attire un jeune public (âgé dans la vingtaine et la trentaine pour la vaste majorité) qui manifeste bruyamment tout au long de la nuit son approbation et sa désapprobation. Sur scène, une cinquantaine de poètes, chansonniers, musiciens, animateurs, cinéastes et photographes défilent devant le micro. Deux poèmes particulièrement marquants y sont récités : Énumération de Gérald Godin et Speak White de Michèle Lalonde.
Les participants visibles dans la version documentaire sont (en ordre d'apparition) : 
- Walter Boudreau et L’Infonie
- Raoul Duguay
- Michèle Lalonde, Michelle Rossignol et Michel Garneau
- Claude Gauvreau
- Paul Chamberland
- Yves Préfontaine
- Pauline Julien
- Gaston Miron
- Suzanne Paradis
- Yves-Gabriel Brunet
- Jean-Guy Pilon
- Gatien Lapointe
- Pierre Morency
- Nicole Brossard
- Claude Péloquin
- Gérald Godin
- Raymond Lévesque
- Odette Gagnon[15]
- Denis Vanier
- Louis Geoffroy
- Georges Dor
- Michèle Lalonde
- Raôul Duguay et L'Infonie

## Réception
Le spectacle connaît un grand succès,. La diversité des artistes et de leurs œuvres donne une attention nouvelle à la création poétique et littéraire au Québec. Selon le journaliste et écrivain Jean Royer : « au-delà du désir de paroles et de l'enthousiasme de la seule rencontre, s'est installée une conscience de la liberté québécoise contre une société qui désintègre l'individu et entame les libertés. Cette force de masse qui s'est élevée à partir de langages non nécessairement politiques témoigne d'une volonté terrible et d'un éclatement possible à partir d'une jeunesse attentive à sa société et qui veut être responsable de son destin ».
Cet événement inspire un mouvement spontané qui dépasse la salle de spectacle du Gesù et qui trouve écho au-delà des grands centres. Dans les écoles secondaires et les cégeps en particulier, des étudiants décident de laisser libre cours à leur expression et à leur imaginaire. Selon le poète Jean-Guy Pilon, ces créations témoignent d'une poésie remplie de « vie impatiente et saine », de « douces naïvetés » et d'un désir sincère de la jeune génération de prendre la parole et de partager son expérience,.
L'événement marque durablement les esprits, au point de devenir une référence dans l'histoire de la littérature québécoise. Lors du dixième anniversaire de l'événement, une autre nuit de la poésie est organisée. Elle donnera lieu à un film, La Nuit de la poésie 28 mars 1980, réalisé à nouveau par Jean-Claude Labrecque et Jean-Pierre Masse. D'autres nuits de la poésie ont été organisées par la suite, notamment en 1991, 1998, 2010 et 2023,,,.

## Œuvres
À l'automne 1970, les éditions SECAS produisent un livre sur les événements de la nuit du 27 au 28 mars 1970. Néanmoins, la principale trace laissée par l'événement demeure le film documentaire réalisé par Jean-Claude Labrecque et Jean-Pierre Masse. Ce film ne montre qu'une partie de la nuit. Projeté pour la première fois au cinéma Verdi à Montréal le 11 janvier 1971, le film est ensuite projeté au cours d'une tournée à travers le Canada.

### Fiche technique
- Titre : La Nuit de la poésie 27 mars 1970
- Réalisation : Jean-Claude Labrecque et Jean-Pierre Masse
- Production : Marc Beaudet pour l'Office National du film du Canada
- Photographie : Réo Grégoire, Jean-Claude Labrecque et Jean-Pierre Lachapelle
- Montage : Jean-Claude Labrecque et Jean-Pierre Masse
- Son : Jacques Drouin
- Montage sonore :  Bernard Bordeleau
- Conseillers : Noël Cormier et Claude Haeffely

### Chronique de la nuit de la poésie 1970
Un deuxième film sur cette nuit de la poésie est produit par Jean-Claude Labrecque en 2015. Conçu à partir de chutes de tournage non-utilisées dans le premier film, Chronique de la nuit de la poésie 1970 relate l'événement dans l'ordre chronologique. Les personnes apparaissant dans cette version sont (en ordre alphabétique) :
- Michel Beaulieu
- Michel Bujold
- François Bourdages
- Pierre Cadieu
- Paul Chamberland
- Daniel DeShaime
- Roger Des Roches
- Raôul Duguay
- Michel Garneau
- Claude Gauvreau
- Louis Geoffroy
- Gérald Godin
- Luc Granger
- Marie Laberge
- Michèle Lalonde
- Robert Lalonde
- Raymond Lévesque
- Gaston Miron
- Jean-Guy Pilon
- Yves Préfontaine
- Hélène Rioux
- Michelle Rossignol
- Jean Royer
- Denis Vanier
- Michel van Schendel
- et l'Infonie dirigée par Walter Boudreau